# Сулуска птица носорог
Сулуската птица носорог (Anthracoceros montani) е вид птица от семейство Носорогови птици (Bucerotidae). Видът е критично застрашен от изчезване.

## Разпространение
Разпространен е във Филипините.